# World Series of Poker Tournament of Champions

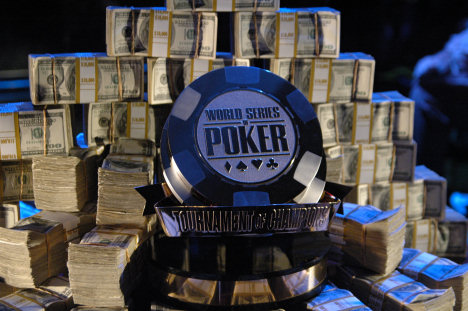
Il premio per il vincitore del Tournament of Champions

Il World Series of Poker Tournament of Champions è un torneo di poker sportivo ad inviti, organizzato dal 2004 al 2010 nell'ambito delle WSOP dalla Caesars Entertainment Corporation (conosciuta in precedenza come Harrah's Entertainment). Il successo nel Tournament of Champions non garantisce tuttavia la vittoria di un braccialetto delle World Series of Poker.

## 2004

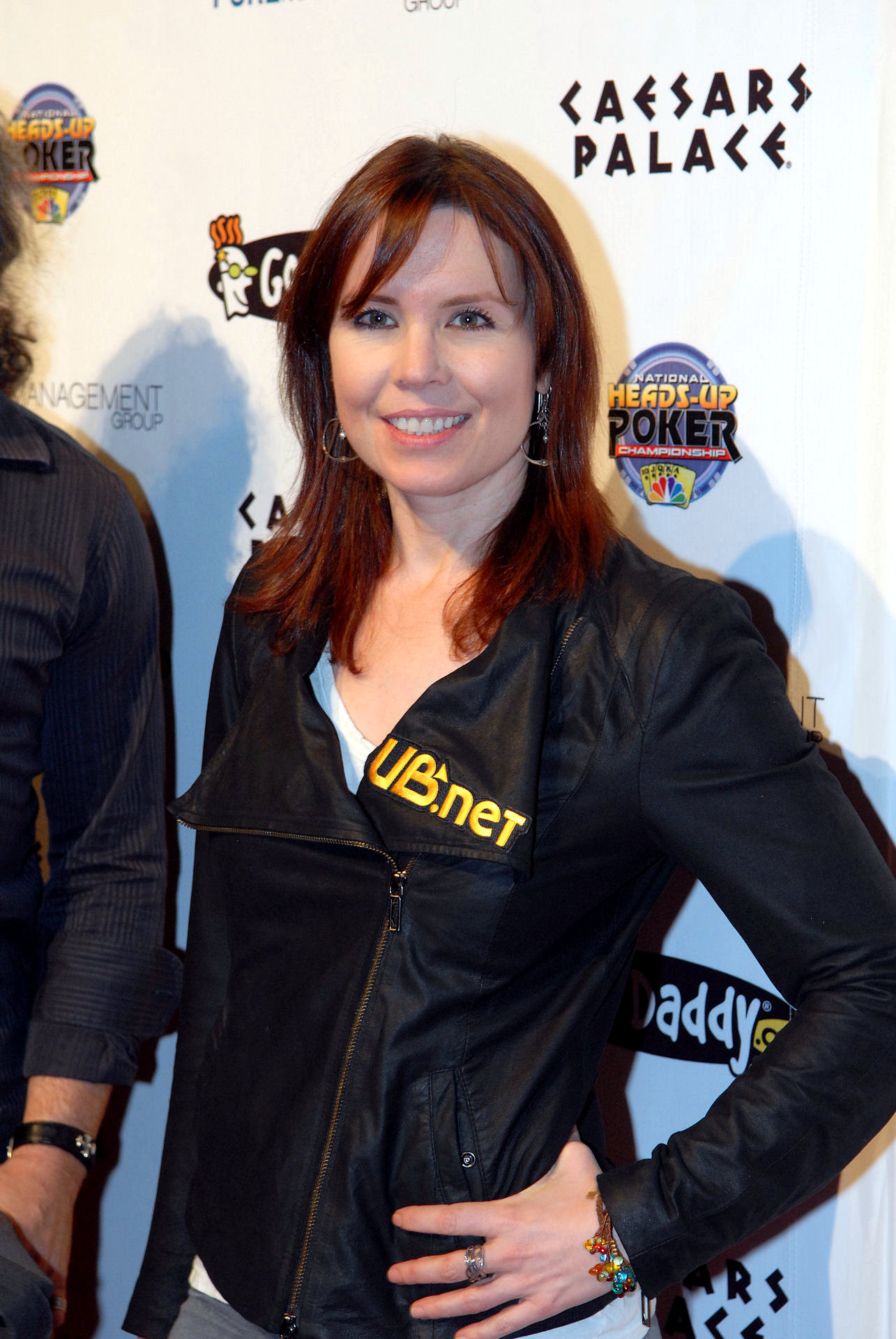
Annie Duke

Il primo evento del Tournament of Champions si disputò il 1º settembre 2004. Vi parteciparono, su invito, 10 tra i più affermati giocatori professionisti di poker.
| Posizione | Giocatore       | Premio (US$) |
| --------- | --------------- | ------------ |
| 1°        | Annie Duke      | $2.000.000   |
| 2°        | Phil Hellmuth   | $0           |
| 3°        | Howard Lederer  | $0           |
| 4°        | Johnny Chan     | $0           |
| 5°        | Greg Raymer     | $0           |
| 6°        | Doyle Brunson   | $0           |
| 7°        | Daniel Negreanu | $0           |
| 8°        | Phil Ivey       | $0           |
| 9°        | T. J. Cloutier  | $0           |
| 10°       | Chip Reese      | $0           |

## 2005

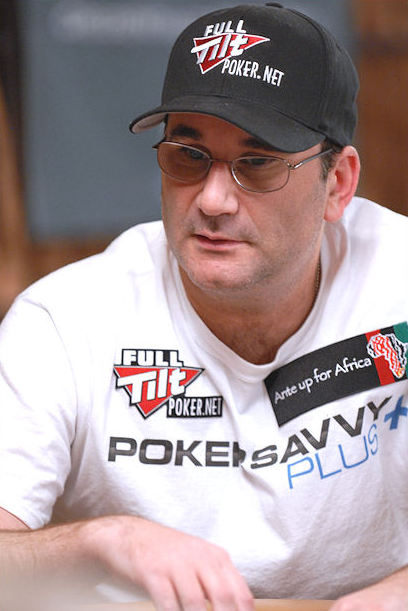
Mike Matusow

L'evento 2005 ebbe luogo dal giorno 6 al giorno 8 novembre presso il Caesars Palace di Las Vegas.
| Tavolo finale | Tavolo finale    | Tavolo finale |
| Posizione     | Giocatore        | Premio (US$)  |
| ------------- | ---------------- | ------------- |
| 1°            | Mike Matusow     | $1.000.000    |
| 2°            | Hoyt Corkins     | $325.000      |
| 3°            | Phil Hellmuth    | $250.000      |
| 4°            | Tony Bloom       | $150.000      |
| 5°            | Steve Dannenmann | $100.000      |
| 6°            | Grant Lang       | $75.000       |
| 7°            | David Levi       | $50.000       |
| 8°            | Keith Sexton     | $25.000       |
| 9°            | Brandon Adams    | $25.000       |

## 2006

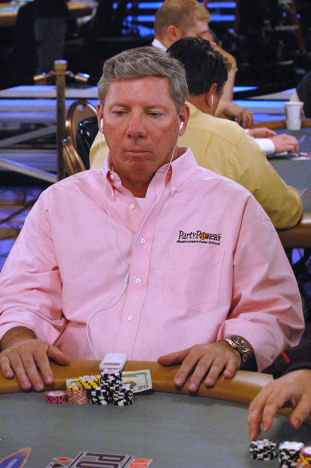
Mike Sexton

All'evento 2006 parteciparono 27 giocatori, tra i quali: i 9 partecipanti al tavolo finale delle WSOP 2005, i vincitori degli eventi 2005 del Circuito delle World Series of Poker più altri giocatori invitati dagli sponsor, tra i quali: Phil Hellmuth, Doyle Brunson e Gus Hansen.
| Tavolo finale | Tavolo finale    | Tavolo finale |
| Posizione     | Giocatore        | Premio (US$)  |
| ------------- | ---------------- | ------------- |
| 1°            | Mike Sexton      | $1.000.000    |
| 2°            | Daniel Negreanu  | $325.000      |
| 3°            | Mike Matusow     | $250.000      |
| 4°            | Chris Reslock    | $150.000      |
| 5°            | Andy Black       | $100.000      |
| 6°            | Darrell Dicken   | $75.000       |
| 7°            | Chris Ferguson   | $50.000       |
| 8°            | Thang Pham       | $25.000       |
| 9°            | Daniel Bergsdorf | $25.000       |

## 2007-2009
Il Tournament of Champions fu sospeso dalla Harrah's Entertainment per tre edizioni: 2007, 2008 e 2009.

## 2010

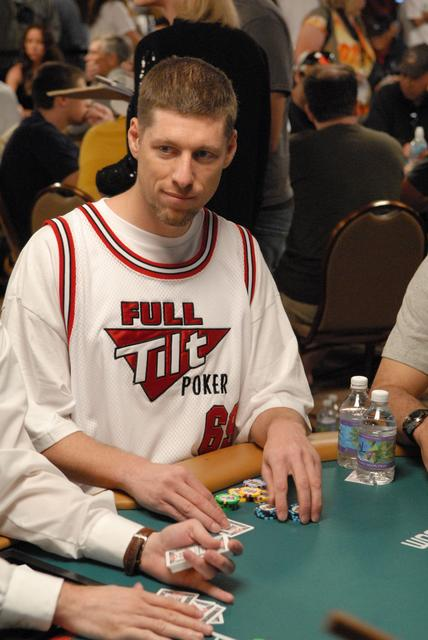
Huck Seed

L'edizione 2010 ha avuto luogo dal 27 giugno al 4 luglio presso il Rio All Suite Hotel and Casino di Las Vegas. Vi hanno preso parte 27 giocatori:
- 20 scelti direttamente dal pubblico votante su internet (Phil Ivey, Daniel Negreanu, Doyle Brunson, Phil Hellmuth, Chris Ferguson, Allen Cunningham, Johnny Chan, Scotty Nguyen, Barry Greenstein, John Juanda, Erik Seidel, Jennifer Harman, Huck Seed, Dan Harrington, T. J. Cloutier, Sam Farha, Howard Lederer, Greg Raymer, Joe Hachem e Antonio Esfandiari);
- 3 vincitori dei tre precedenti Tournament of Champions (Annie Duke, Mike Matusow, Mike Sexton)
- 2 vincitori delle WSOP 2009 (Joe Cada) e WSOP Europe 2009 (Barry Shulman);
- 2 invitati dagli sponsor (Andrew Barton e Bertrand Grospellier).

| Tavolo finale | Tavolo finale    | Tavolo finale |
| Posizione     | Giocatore        | Premio (US$)  |
| ------------- | ---------------- | ------------- |
| 1°            | Huck Seed        | $500.000      |
| 2°            | Howard Lederer   | $250.000      |
| 3°            | Johnny Chan      | $100.000      |
| 4°            | Joe Hachem       | $25.000       |
| 5°            | Barry Greenstein | $25.000       |
| 6°            | Daniel Negreanu  | $25.000       |
| 7°            | Jennifer Harman  | $25.000       |
| 8°            | Annie Duke       | $25.000       |
| 9°            | T. J. Cloutier   | $25.000       |